# Festival du film d'animation d'Abidjan
Pour les articles homonymes, voir FFAA.
Le festival du film d'animation d'Abidjan (FFAA), lancé en 2018 avec le concours de l’Association ivoirienne du film d’animation (AIFA), est un rendez-vous annuel qui réunit des professionnels de l'animation provenant de tout le continent africain.

## Historique
L'idée de créer ce festival provient de la volonté des membres de l'Association ivoirienne du film d’animation (AIFA) dont Abel Kouamé, le fondateur de AfricaToon, l'un des studios d'animation piliers de l'industrie en Afrique subsaharienne. Il a pour but de participer au développement et à la valorisation du cinéma d'animation dans un paysage où il est encore peu implanté.

## Spécificité et déroulement
La manifestation a lieu autour de la cérémonie des Awards pendant laquelle des productions issues de divers studios du continent vont concourir pour recevoir le prix du meilleur :
- Long métrage
- Court métrage
- Série télévisée

L'objectif est de susciter l'intérêt du grand public, favoriser les rencontres entre professionnels de l'industrie et valoriser les studios d'animation. Ce travail s'articule autour de trois grands axes :
- La formation et la diffusion de ressources avec des activités de découvertes des métiers liés au secteur ainsi que la présentation des différentes étapes d'un pipeline d'animation.
- La projection des œuvres d'animation en compétition au grand public.
- Les conférences, qui permettent aux différents intervenants d'aborder plusieurs thématiques et d'amorcer des discussions de groupe autour de  l'animation [2]

Au fil des éditions, ce festival s'impose comme un rendez-vous incontournable de l'animation en Afrique de l'Ouest. Cela grâce aux rencontres avec les professionnels des différents studios présents à chaque éditions, aux ateliers qui permettent aux visiteurs d'être en immersion et d'apprendre davantage sur ce secteur et aux interventions des invités spéciaux qui renforcent la dimension internationale que souhaite acquérir le festival.
En 2018, le film du Camerounais Edou Claye, Minga et la Cuillère cassée, remporte le prix du long métrage.
En 2019, Api de l'Ivoirienne Pierre Marie Sindo remporte le prix de la meilleure série et Falta du Burkinabè Claver Yaméogo celui du meilleur court métrage.

## Lauréats

### Longs métrages
- 2018 : Claye Edou , pour Minga et la Cuillère cassée

### Courts métrages
- 2018 :  M. Malinga , pour A Kalabanda Ate my a Homework
- 2019 : Api[Quand ?] de Pierre Marie Sindo de la Côte d’Ivoire

### Séries télévisée
- 2018 : M. N’Ganza Hermann, pour La Petite Pokou
- 2019 : Claver Yaméogo, pour Falta